# Anicet Andrianantenaina
Anicet Andrianantenaina Abel (Antananarivo, 13 maart 1990) is een Malagassisch voormalig voetballer die doorgaans speelde als middenvelder. Tussen 2008 en 2023 was hij actief voor Auxerre B, Tsjernomorets Boergas, CSKA Sofia, Botev Plovdiv, Loedogorets, Future FC, Beroe Stara Zagora en Maccabi Bnei Reineh. Andrianantenaina maakte in 2015 zijn debuut in het Malagassisch voetbalelftal en kwam uiteindelijk tot negentien interlandoptredens.

## Clubcarrière
Andrianantenaina begon zijn carrière bij Ajesaia uit zijn geboorteplaats Antananarivo. Later werd hij overgenomen door het Franse AJ Auxerre. Voor de beloften van die club speelde hij 42 wedstrijden in de Championnat National 2. Op 8 september 2011 verkaste de Malagassische middenvelder transfervrij naar Tsjernomorets Boergas, waar hij voor drie jaar tekende. In januari 2012 maakte Andrianantenaina bekend te gaan stoppen en terug te gaan naar Madagaskar. Later ging hij echter naar CSKA Sofia, dat door deze transfer een transferschorsing kreeg. In 2013 vertrok de Malagassische middenvelder naar Botev Plovdiv, waar hij een driejarige verbintenis ondertekende. In 2014 vertrok hij naar regerend landskampioen Loedogorets. Andrianantenaina tekende in oktober 2021 voor Future FC. Medio 2022 keerde hij terug in Bulgarije, bij Beroe Stara Zagora, om een half jaar later te verkassen naar Maccabi Bnei Reineh. In juli 2023 besloot hij op drieëndertigjarige leeftijd een punt te zetten achter zijn actieve loopbaan.

## Clubstatistieken
| Seizoen             | Club                  | Competitie     | Competitie | Competitie | Beker | Beker | Internationaal | Internationaal | Totaal | Totaal |
| Seizoen             | Club                  | Competitie     | Wed.       | Dlp.       | Wed.  | Dlp.  | Wed.           | Dlp.           | Wed.   | Dlp.   |
| ------------------- | --------------------- | -------------- | ---------- | ---------- | ----- | ----- | -------------- | -------------- | ------ | ------ |
| 2011/12             | Tsjernomorets Boergas | Parva Liga     | 11         | 6          | 1     | 0     | —              | —              | 12     | 6      |
| 2012/13             | CSKA Sofia            | Parva Liga     | 26         | 6          | 4     | 2     | 2              | 0              | 32     | 8      |
| 2013/14             | Botev Plovdiv         | Parva Liga     | 35         | 10         | 9     | 1     | 6              | 0              | 50     | 11     |
| 2014/15             | Loedogorets           | Parva Liga     | 22         | 3          | 6     | 0     | 8              | 1              | 36     | 4      |
| 2015/16             | Loedogorets           | Parva Liga     | 21         | 0          | 2     | 0     | 1              | 0              | 24     | 0      |
| 2016/17             | Loedogorets           | Parva Liga     | 25         | 1          | 5     | 1     | 11             | 0              | 41     | 2      |
| 2017/18             | Loedogorets           | Parva Liga     | 24         | 5          | 3     | 0     | 14             | 1              | 41     | 6      |
| 2018/19             | Loedogorets           | Parva Liga     | 15         | 0          | 1     | 0     | 0              | 0              | 16     | 0      |
| 2019/20             | Loedogorets           | Parva Liga     | 22         | 1          | 1     | 0     | 12             | 1              | 35     | 2      |
| 2020/21             | Loedogorets           | Parva Liga     | 21         | 1          | 6     | 1     | 7              | 0              | 34     | 2      |
| 2021/22             | Future FC             | Premier League | 5          | 0          | 0     | 0     | —              | —              | 5      | 0      |
| 2022/23             | Beroe Stara Zagora    | Parva Liga     | 11         | 0          | 0     | 0     | —              | —              | 11     | 0      |
| Maccabi Bnei Reineh | Ligat Ha'Al           | 11             | 0          | 0          | 0     | —     | —              | 11             | 0      |        |
| Totaal              | Totaal                | Totaal         | 249        | 33         | 38    | 5     | 61             | 3              | 348    | 41     |

## Interlandcarrière
Andrianantenaina maakte zijn debuut in het Malagassisch voetbalelftal op 6 september 2015 in een kwalificatiewedstrijd voor het Afrikaans kampioenschap voetbal 2017 tegen Angola (0–0 gelijkspel). Op 10 oktober 2015 speelde hij mee in de kwalificatiewedstrijd voor het wereldkampioenschap voetbal 2018 tegen de Centraal-Afrikaanse Republiek, die met 0–3 werd gewonnen.